# Lilla Hästharun
Lilla Hästharun är klippor i Finland.   De ligger i kommunen Kimitoön i landskapet Egentliga Finland, i den södra delen av landet, 130 km väster om huvudstaden Helsingfors.
Terrängen runt Lilla Hästharun är mycket platt. Havet är nära Lilla Hästharun österut.  Närmaste större samhälle är Dragsfjärd, 16,9 km norr om Lilla Hästharun. 